# 1960年の近鉄バファロー
1960年の近鉄バファローでは、1960年の近鉄バファローの動向をまとめる。
この年の近鉄バファローは、千葉茂監督の2年目のシーズンである。

## 概要
前年に続き、巨人から大友工ほか選手・コーチが大量入団したのを始め、南海から宅和本司、国鉄から杉山悟が移籍し、戦力増強を図る。開幕直後は貯金こそ作れなくとも借金を1桁にとどめ、5月24日には4連勝で借金を1にまで減らすが、その翌日から7連敗を喫し最下位に転落。6月に入ると、新人の矢ノ浦国満の正遊撃手起用で千葉監督の構想から外れていた鈴木武が三原脩監督の要請もあり大洋に移籍。新天地で正遊撃手となり、チームの初優勝に貢献した鈴木とは対照的に、近鉄は7月に10連敗、9月にも6連敗を喫し最下位脱出は果たせなかった。結局10年ぶり優勝の大毎に39ゲーム差をつけられ、5位の東映に9ゲーム差をつけられた。打撃陣では小玉明利が初のベストナインに輝き孤軍奮闘したが、チーム本塁打69本がリーグ5位、盗塁数も5球団が80個以上記録する中リーグ最下位の51個と低迷。投手陣はグレン・ミケンズがチーム最多の13勝をあげて気を吐くもチーム防御率が3点台後半と低迷、さらに千葉監督が起用した矢ノ浦がリーグ最多の35失策を喫するなど、チーム失策数12球団最多の守備も投手陣の足を引っ張った。カード別成績でも大毎・南海にそれぞれ7勝19敗と負け越し、大毎優勝のアシスト役に回った。

## チーム成績

### レギュラーシーズン
| 1 | 中 | 加倉井実   |
| 2 | 一 | 関根潤三   |
| 3 | 三 | 小玉明利   |
| 4 | 左 | 斎田忠利   |
| 5 | 右 | 関森正治   |
| 6 | 二 | 島田光二   |
| 7 | 遊 | 矢ノ浦国満 |
| 8 | 捕 | 竹下光郎   |
| 9 | 投 | 大津守     |

| 順位 | 4月終了時 | 4月終了時 | 5月終了時 | 5月終了時 | 6月終了時 | 6月終了時 | 7月終了時 | 7月終了時 | 8月終了時 | 8月終了時 | 最終成績 | 最終成績 |
| ---- | --------- | --------- | --------- | --------- | --------- | --------- | --------- | --------- | --------- | --------- | -------- | -------- |
| 1位  | 大毎      | --        | 南海      | --        | 大毎      | --        | 大毎      | --        | 大毎      | --        | 大毎     | --       |
| 2位  | 南海      | 1.0       | 大毎      | 3.5       | 南海      | 2.0       | 南海      | 2.5       | 南海      | 5.0       | 南海     | 4.0      |
| 3位  | 東映      | 2.0       | 東映      | 6.5       | 西鉄      | 13.0      | 阪急      | 7.0       | 阪急      | 11.0      | 西鉄     | 12.0     |
| 4位  | 阪急      | 2.0       | 西鉄      | 8.0       | 阪急      | 14.0      | 西鉄      | 14.5      | 西鉄      | 12.5      | 阪急     | 17.0     |
| 5位  | 近鉄      | 3.5       | 阪急      | 8.0       | 東映      | 17.0      | 東映      | 26.0      | 東映      | 30.5      | 東映     | 30.0     |
| 6位  | 西鉄      | 3.5       | 近鉄      | 10.0      | 近鉄      | 20.0      | 近鉄      | 29.0      | 近鉄      | 34.0      | 近鉄     | 39.0     |

| 順位 | 球団               | 勝 | 敗 | 分 | 勝率 | 差   |
| 1位  | 毎日大映オリオンズ | 82 | 48 | 3  | .631 | 優勝 |
| 2位  | 南海ホークス       | 78 | 52 | 6  | .600 | 4.0  |
| 3位  | 西鉄ライオンズ     | 70 | 60 | 6  | .538 | 12.0 |
| 4位  | 阪急ブレーブス     | 65 | 65 | 6  | .500 | 17.0 |
| 5位  | 東映フライヤーズ   | 52 | 78 | 2  | .400 | 30.0 |
| 6位  | 近鉄バファロー     | 43 | 87 | 1  | .331 | 39.0 |

## オールスターゲーム1960
| ファン投票 | 選出なし |          |          |          |
| 監督推薦   | ミケンズ | 竹下光郎 | 小玉明利 | 関根潤三 |

## 表彰選手
| リーグ・リーダー |
| ---------------- |
| 受賞者なし       |

| ベストナイン | ベストナイン | ベストナイン |
| 選手名       | ポジション   | 回数         |
| ------------ | ------------ | ------------ |
| 小玉明利     | 三塁手       | 初受賞       |